# غوين ساغا
غوين ساغا (باليابانية: グイン・サーガ، بالروماجي: Guin Sāga) هي سلسلة رواية يابانية من تأليف كاورو كوريموتو، نشرت منذ عام 1979. اقتبست إلى سلسلة مانغا، نشرت في عام 2001 حتى عام 2003، ثم إلى أنمي تلفزيوني من قبل استوديو ساتلايت، عرض الأنمي في 5 أبريل عام 2009 واستمر عرضه حتى 27 سبتمبر عام 2009، وتكون من 26 حلقة.

## القصة
تدور أحداث القصة عن المحارب غامض اسمه غوين وهو فاقد الذاكرة مع قناع نمر سحرية ملصق على رأسه، ولايتذكر أي شيء عن ماضي، ولا يتذكر شكله أن كان على هذا النحو أم اصيب بلعنة.

## الشخصيات
غوين
مؤدي الصوت: كينيو هوريوتشي
ريندا فارسير
مؤدية الصوت: ماي ناكاهارا
ريموس فارسير
مؤدي الصوت: تسوباسا يوناغا
ألدروس الثالث
مؤدي الصوت: ميتسورو أوغاتا
إستافان سبيلسورد
مؤدي الصوت: شينتارو أسانوما
الكونت الأسود فانون
مؤدي الصوت:ماساكي تيراسوما
سوني
مؤدية الصوت: سايوري ياهاغي
السيدة اميليس
مؤدية الصوت: أكينو واتانابي
أسترياس
مؤدية الصوت: ماكوتو إيشي

## وصلات خارجية
- Guin Saga homepage at Vertical Publishing
- Information and covers for all volumes (Japanese) (only main series)
- الموقع الرسمي
- غوين ساغا على موقع ANN manga (الإنجليزية)